# Amphioplus macilentus
Amphioplus macilentus is een slangster uit de familie Amphiuridae.
De wetenschappelijke naam van de soort werd in 1882 gepubliceerd door Addison Emery Verrill.